# Cat Aviation
Cat Aviation ist eine Schweizer Fluggesellschaft, die sich auf den Charterflugverkehr und die Verwaltung von Flugzeugen für Unternehmen spezialisiert hat. Das Unternehmen wurde 1987 von Helene Niedhart gegründet und wird bis heute von ihr geführt.

## Flotte

### Aktuelle Flotte
Mit Stand April 2023 besteht die Flotte der Cat Aviation aus sieben Flugzeugen:
| Flugzeugtyp     | Anzahl | bestellt | Luftfahrzeugkennzeichen | Anmerkungen | Sitzplätze |
| --------------- | ------ | -------- | ----------------------- | ----------- | ---------- |
| Falcon 2000LX   | 2      |          | HB-IGO, HB-IBJ          |             | 10         |
| Falcon 6X       | 1      |          | HB-JTO                  |             | 16         |
| Falcon 7X       | 3      |          | HB-JSS, HB-JST, HB-JOB  |             | 13         |
| Gulfstream G650 | 1      |          | HB-JLO                  |             | 14         |
| Pilatus PC-24   | 1      |          | HB-VVU                  |             | 8          |
| Gesamt          | 7      | –        |                         |             |            |

### Ehemalige Flugzeugtypen
- Falcon 2000EX
- Hawker 125-800A